# Pari
Pari is een plaats (frazione) in de Italiaanse gemeente Civitella Paganico.
Het frazione is een klein middeleeuws dorp, met gebouwen en kerken uit de 13e eeuw. De plaats was al bezet door een Etruskische nederzetting.
Pari was een zelfstandige gemeente tot 1926, toen het werd gehecht aan Paganico.